# Vikingii (serial)
Vikingii (în engleză : Vikings) este un serial de televiziune istoric dramatic, scris și creat de Michael Hirst pentru postul de televiziune "History". Serialul a avut premiera în data de 3 martie 2013, în Statele Unite și Canada.
Filmat în Irlanda, Vikings este inspirat din povestirile despre vikingul Ragnar Lodbrok, unul dintre cei mai cunoscuți eroi norvegieni și binecunoscut ca și asupritorul Franței și al Angliei. Serialul îl portretizează pe Ragnar în postura unui fermier viking care militează asupra primelor raiduri în Anglia, un loc necunoscut încă pentru vikingi, cu ajutorul unor prieteni războinici, a fratelui său Rollo, și a soției sale Lagertha.
În data de 5 aprilie 2013, postul de televiziune History a reînnoit serialul Vikings pentru al doilea sezon de zece episoade. 
În total, au fost concepute 6 sezoane (terminându-se repede de filmat, dar difuzat ultimul episod de-abia în decembrie 2020) și o colecție mică de miniepisoade, intitulată "Jurnalul lui Athelstan", din 2015.  
Se inspiră parțial din filmul istoric și de acțiune omonim american, de la 1958, în regia lui Richard Fleischer, precum și din serialul mic "Tales of the Vikings" (1959-1960), produs de studioul american Bryna Productions.

## Intriga
Primul sezon îl portretizează pe Ragnar (Travis Fimmel) ca tânărul războinic viking care tânjește să descopere civilizații noi. Alături de prietenul său, talentatul meșteșugar Floki (Gustaf Skarsgård), construiește un nou tip de bărci, mai rapide, și îl provoacă pe conducătorul local, contele Haraldson (Gabriel Byrne), un om cu o viziune îngustă, să îi permită raidul în Anglia de nord-est, un tărâm necunoscut. Acesta este susținut de fratele său, Rollo (Clive Standen), care râvnește în secret la soția lui Ragnar, Lagertha (Katheryn Winnick). Ragnar este victorios în primul său raid din regatul anglo-saxon Northumbria, întorcându-se cu bogății și cu călugărul Athelstan (George Blagden), pe care îl ține ca sclav. Acest lucru îi câștigă dușmănia regelui anglo-saxon Aelle (Ivan Kaye) și declanșează o serie de confruntări violente cu contele Haraldson, până când Ragnar îl omoară și preia conducerea, devenind conte. Acesta îi jură credință regelui danez Horik/ Eric I (Donal Logue) și îl reprezintă în negocierile cu contele Borg (Thorbjørn Harr) asupra unui pământ, în cursul căreia este sedus de prințesa Aslaug (Alyssa Sutherland).

## Producție
O coproducție irlandeză-canadiană, serialul Vikings a fost produs de Octagon Films și Take 5 Productions. Michael Hirst, Morgan O'Sullivan, John Weber, Sherry Marsh, Alan Gasmer, James Flynn și Sheila Hockin sunt creditați ca producători executivi. Bugetul primului sezon a fost raportat la 40 de milioane de dolari americani.
Filmările pentru serial au început în iulie 2012 la studiourile Ashford din Irlanda, locație aleasă pentru avantajele taxelor. Pe data de 16 august 2012, scenele de pe barcă au fost filmate la Lugalla, în inima munților Wicklow. 70% din primul sezon a fost filmat în studio. Câteva scene de fundal au fost făcute în Norvegia.